# Woodside, Kalifornien
Woodside är en stad (town) i San Mateo County, i delstaten Kalifornien, USA. Enligt United States Census Bureau har staden en folkmängd på 5 351 invånare (2011) och en landarea på 30,4 km².